# راينهارد برينبورج
راينهارد برينبورج (بالهولندية: Reinhard Breinburg)‏ هو لاعب كرة قدم هولندي في مركز قلب الدفاع، ولد في 2 مايو 1984 في بورميراند في هولندا. شارك مع منتخب أروبا لكرة القدم. أما مع النوادي، فقد لعب مع نادي دوردريخت.

## وصلات خارجية
- راينهارد برينبورج على موقع قاعدة بيانات كرة القدم.إي يو (الإنجليزية)
- راينهارد برينبورج على موقع ناشيونال فوتبول تيمز (الإنجليزية)
- راينهارد برينبورج على موقع Soccerway.com (الإنجليزية)